# Треїс-Арена
Треїс-Арена (болг. Трейс Арена) — багатоцільовий стадіон у місті Стара Загора, Болгарія. Зараз тут проводяться футбольні матчі та є домашнім майданчиком місцевого футбольного клубу «Верея». Стадіон вміщує 3 500 глядачів. Він належить болгарській будівельній компанії Trace Group Hold PLC, яка також має права на його назву.

## Історія
У 2014 році стадіон зазнав часткової реконструкції — було встановлено електричне прожекторне освітлення. Того ж року розпочалося будівництво головної трибуни, яка була відкрита на початку 2016 року. Після виходу «Вереї» до Першої ліги Болгарії влітку 2016 року розпочалося будівництво ще однієї трибуни, яка стоїть навпроти головної, і було завершено до вересня.
У 2017 році стадіон приймав фінал Кубка аматорської футбольної ліги. Він також був обраний місцем проведення фіналу Суперкубка Болгарії 2018 5 липня 2018 року, в якому змагалися «Лудогорець» (Разград) і «Славія» (Софія).